# Miranda, Mexiko
Miranda är en ort i Mexiko, tillhörande kommunen Nicolás Romero i delstaten Mexiko. Miranda ligger i den centrala delen av landet och tillhör Mexico Citys storstadsområde. Orten hade 659 invånare vid folkmätningen 2010.